# دانشگاه میسور
دانشگاه میسور (انگلیسی: University of Mysore) دانشگاهی دولتی واقع در میسور هند است.
دانشگاه میسور دانشگاه ایالتی عمومی در کارناتاکا، هند است. دانشگاه در زمان سلطنت Krishnaraja Wodeyar IV، مهاراجه میسور در تاریخ ۲۷ ژوئیه سال ۱۹۱۶تاسیس شد.
اولین ریس آن H. V. Nanjundaiah بود. اولین دانشگاه خارج ازدولت انگلیس در هندوستان به‌شمار می‌آید، و در مجموع کل ششمین در هندوستان و اولین در کارناتاکا می‌باشد. دانشگاه میسور ایالتی و از نوع وابسته بوده‌است که پس از به رسمیت شناختن از کمیسیون کمک‌های مالی دانشگاه درسوم مارس ۱۹۵۶ مستقل شد.